# Aeroporto internazionale di Assuan
L'Aeroporto internazionale di Assuan (in arabo مطار أسوان الدولي‎?) (ICAO: HESN - IATA: ASW) è un aeroporto nazionale (nonostante il nome) egiziano a circa 16 km a sudovest della città di Assuan. È stato costruito nel 1956, ricevendo lavori di miglioramento nel 1992 e nel 1999 dal governo egiziano.
Da questo aeroporto operano regolarmente voli le seguenti compagnie aeree: Air Cairo, Egyptair, Nile Air e, con voli charter, Petroleum Air Services.